# Monument national commémoratif de la guerre de 1870
Le monument national commémoratif de la guerre de 1870 est un monument aux morts sculpté par Frédéric-Louis-Désiré Bogino et inauguré en 1875 à Mars-la-Tour, en Meurthe-et-Moselle, pour commémorer la guerre de 1870. Aussi appelé Monument national de Bogino ou Chef-d'œuvre de Bogino, c'est en fait un monument sans nom.

## Historique
Le monument a été édifié avec le soutien du président de la République le Maréchal de Mac-Mahon.  
Il honore la mémoire des 10 000 soldats français tombés dans les combats des 16 et 18 août 1870 à Gravelotte, Mars-la-Tour, Saint-Privat et Sainte-Marie-aux-Chênes. Il a été inauguré le 2 novembre 1875.
Pendant des années d'annexion (1871-1918), Mars-la-Tour attira des foules considérables, jusqu'à l'édification du monument de Noisseville en 1908. Lieu de pèlerinage par excellence, tout y est réuni : champ de bataille, cimetière, musée, monument imposant avec des bas reliefs sculptés.

## Caractéristiques
Le monument (rue du Château), était situé à proximité de la nouvelle frontière entre l'Allemagne et la France issue du traité de Francfort. 
Il est directement inspiré du Gloria Victis d'Antonin Mercié (1873-1874), qui représente l'image du soldat mourant dans les bras d'une allégorie féminine.
Le sculpteur Frédéric-Louis-Désiré Bogino en est l'auteur et le fondeur Charnot utilisa deux tonnes de bronze provenant de quatre canons capturés à l'ennemi, pour sa réalisation. 
L'œuvre représente la France soutenant et couronnant de gloire un soldat mourant qui lâche son fusil. À leurs pieds deux jeunes enfants, l'un relève le fusil du mourant alors que l'autre, s'appuyant sur l'Ancre d'Espérance, regarde vers l'avant.
Une inscription est gravée sur le socle :

« À la mémoire des soldats français morts pour la Patrie dans les journées des 16 et 18 août 1870. »

Le 26 septembre 1877, deux superbes hauts-reliefs en bronze sont ajoutés sur le piédestal. Celui de la face sud représente les combats de cavalerie qui se déroulèrent près de Mars-la-Tour, et celui de la face nord représente les combats d'infanterie.

## Ossuaire
Sous le monument, côté sud, un ossuaire rassemble les corps de 1 500 soldats. La crypte n'est plus ouverte, une dalle en condamne l'entrée.